# Castelo de Glamis

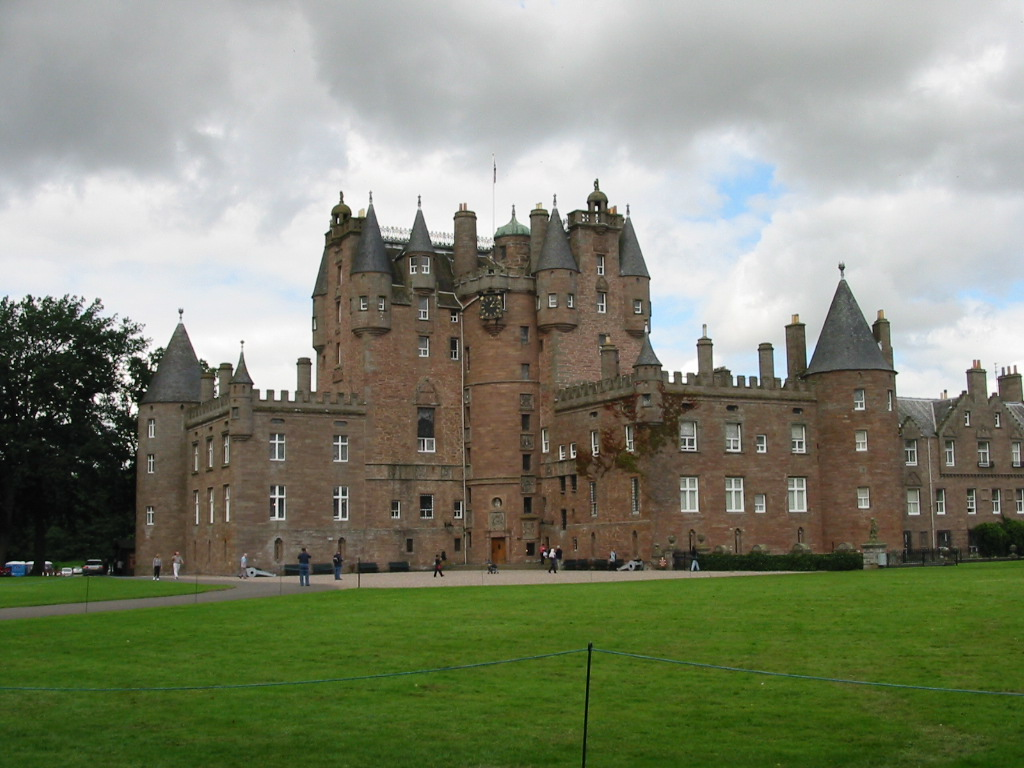
Castelo de Glamis, Escócia

O Castelo de Glamis (em inglês:  Glamis Castle) é um palácio que se localiza na aldeia de Glamis (pronunciado Glahmz no AFI), a doze milhas da cidade de Dundee, em Angus, no leste da Escócia. Atualmente pertencente a Família Bowes-Lyon, um dos mais antigos clãs da nobreza escocesa, é a residência do conde e da condessa de Strathmore, que abrem o castelo ao público.
Este palácio é a casa do conde e condessa de Strathmore and Kinghorne e está aberto ao público. Isabel Bowes-Lyon, mais conhecida como "Rainha-Mãe", nasceu neste castelo, no dia 4 de agosto de 1900, e passou ali a sua infância. A sua segunda filha, a princesa Margarida, também nasceu em Glamis. Desde 1987, uma imagem do castelo está estampada no reverso da nota de dez libras esterlinas emitida pelo Banco Real da Escócia.
Os tectos estucados de Glamis são notáveis pelo seu detalhe e preservação. São considerados como os mais refinados em todo país escocês,  juntamente com os do Muchalls Castle e do Craigievar Castle.
O castelo aparece frequentemente na ficção e associado a lendas, como a de Thomas Lyon-Bowes, Mestre de Glamis. De acordo com a tradição local, possui mais segredos obscuros que qualquer outro castelo na Escócia.
Glamis também é conhecido como o lugar onde o rei Malcolm II da Escócia foi assassinado. Além disso, na famosa peça de teatro de William Shakespeare, Macbeth, o epônimo residia no castelo.

## Localização e instalações

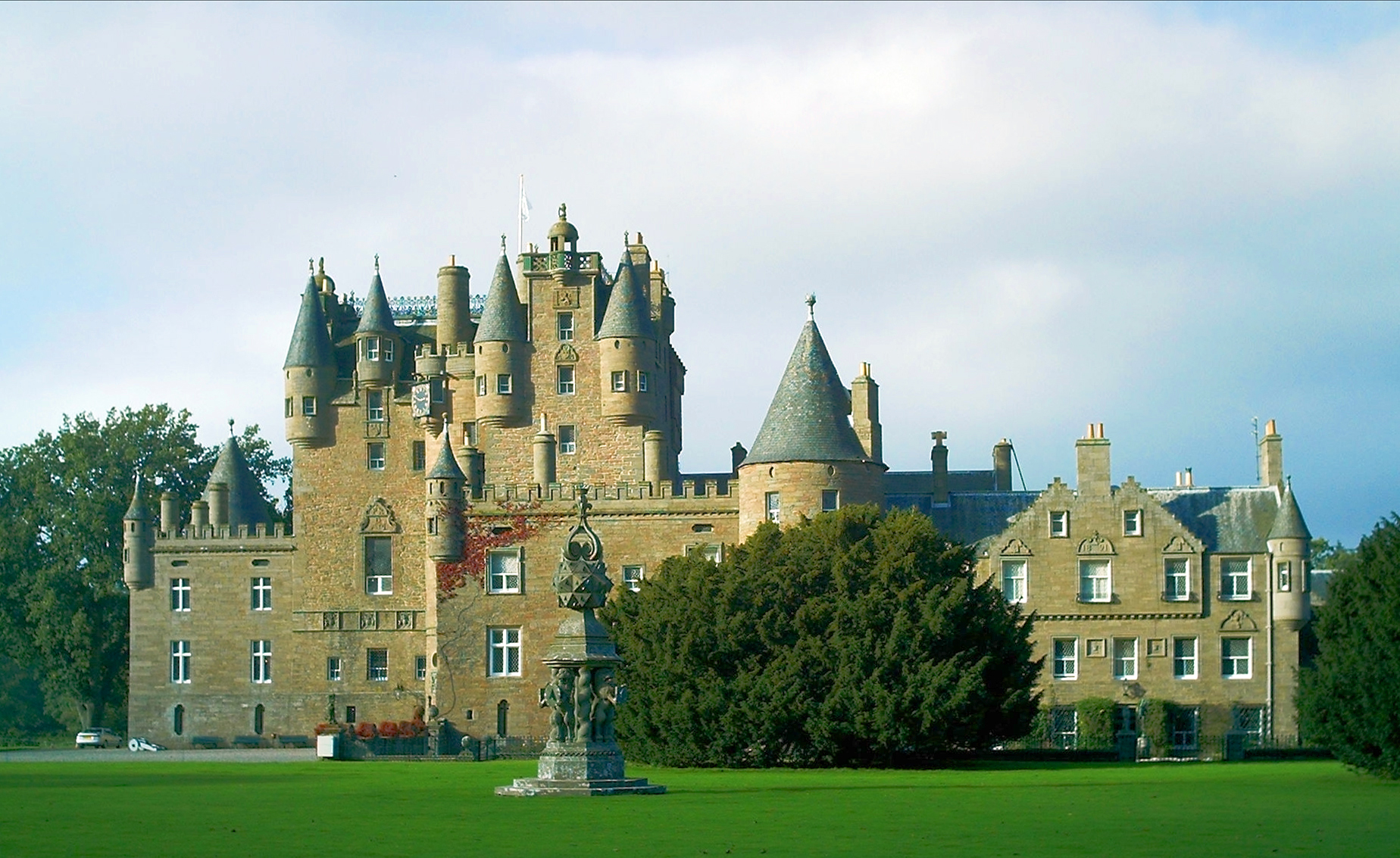
Vista geral do Castelo de Glamis

Glamis situa-se na larga e fértil planície do vale de Strathmore, próximo de Forfar, capital de Angus, o qual se estende entre as Sidlaw Hills a sul e as Grampian Mountains a norte, aproximadamente a 20 kilómetros do mar do Norte.
A propriedade em volta do castelo cobre mais de 14.000 acres (57 km²) e, além do luxuriante jardim com trilhos para caminhadas, produz madeira e carne de vaca com fins económicos. Correm dois ribeiros pela herdade, sendo um deles o Glamis Burn. Um arboretum com vista para o Glamis Burn apresenta árvores de todo o mundo, muitas delas raras e várias vezes centenárias. Pássaros e outros pequenos animais selvagens são comuns por toda a herdade.
Existe uma sala de chá no castelo e parte dos jardins e terrenos estão abertos ao público. O castelo oferece aos turistas, além da visita aos seus salões e jardins, uma área de recreação para crianças e outra para piqueniques e exposições. Está ainda disponível uma loja de souvenirs e um restaurante. As instalações também podem ser arrendadas para eventos como jantares e casamentos.

## História
A vizinhança do Castelo de Glamis apresenta vestígios pré-históricos; por exemplo, uma pedra píctica intrincadamente talhado, conhecida como Eassie Stone, foi encontrada no leito dum riacho na vizinha aldeia de Eassie.
Em 1034, Máel Coluim II foi assassinado em Glamis. De acordo com o página oficial do Castelo de Glamis, o rei Malcolm II terá sido mortalmente ferido numa batalha nas redondezas e levado para um pavilhão de caça real, situado no local do actual castelo, onde viria a morrer.
Desde 1372, o próprio Castelo de Glamis passou a servir de residência aos senhores de Glamis, mais tarde Conde e Condessa de Strathmore e Kinghorne.
Encontra-se classificado na categoria "A" do "listed building" desde 11 de junho de 1971.

## Lendas e contos

### O Monstro de Glamis

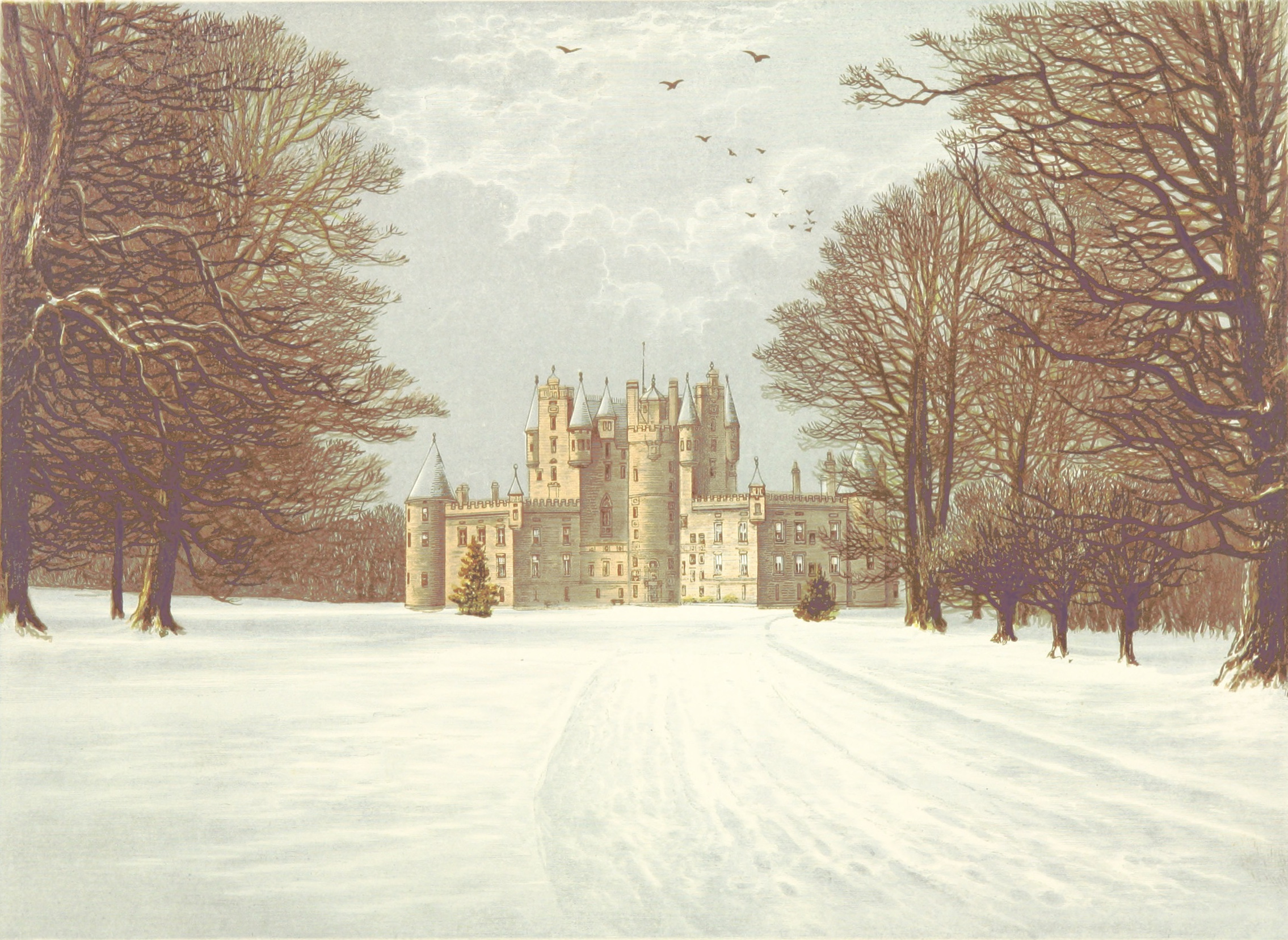
Castelo de Glamis sob a neve
Inverno de 1880

A tradição local diz que o Castelo de Glamis tem mais mistérios que qualquer outro na Escócia. A mais famosa lenda ligada com o castelo é a do Monstro de Glamis, uma criança hediondamente deformada nascida na família Bowes-Lyon. O alegado "Monstro" era Thomas Lyon-Bowes, primeiro filho de George Bowes-Lyon e Charlotte Grimstead, bisavós de Isabel Bowes Lyon,  que tornou-se rainha consorte em 1936.[carece de fontes?]
De acordo com a obra Peerage of Scotland ("Pariato da Escócia"), do genealogista Robert Douglas, Thomas nasceu e faleceu em 21 de outubro de 1821. A parteira, cujo nome é desconhecido, teria contado no vilarejo local que a criança nasceu deformada e foi dada como morta um ou dois dias depois. Thomas não teve sepultura, facto que alimentou os rumores. Afirma-se que Thomas foi amamentado secretamente e confinado num dos muitos quartos secretos do castelo, onde teria passado toda a sua vida, aparecendo sem ser notado, mas deixando seus rastos. O quarto que ocupou terá sido murado com tijolos depois do seu falecimento. Uma versão alternativa da lenda afirma que em todas as gerações da família nasce uma criança vampira e que esta é emparedada nessa sala. Existe uma velha história que conta que, uma vez, hóspedes instalados em Gladis terão pendurado toalhas nas janelas de todas as salas numa tentativa de encontrar a suíte murada onde residiu o monstro. Quando olharam para o castelo do lado de fora, várias janelas não tinham toalhas.[carece de fontes?]
A lenda do monstro pode ter sido inspirada na história verdadeira dos Ogilvies. Algures, na parede de quase cinco metros (16 pés) de espessura, fica a famosa sala de caveiras, onde a família Ogilvie, procurando protecção dos seus inimigos, os Lindsays, foi emparedada até morrer de fome.[carece de fontes?]
Supostamente, um outro monstro terá habitado no Loch Calder, perto do castelo.[carece de fontes?]

### A Dama Cinza
Existe uma pequena capela dentro do castelo com lugar para 46 pessoas. A história dada aos visitantes pelos guias turísticos do castelo conta que um dos lugares da capela está sempre reservado para a Dama Cinza (Grey Lady), supostamente um fantasma que habita no castelo e que se pensa ser Janet Douglas, Lady Glamis, esposa do 6º Senhor de Glamis. Acusada de bruxaria, foi torturada para confessar e em seguida queimada num espeto. De acordo com os guias, a capela ainda é usada regularmente para funções familiares, no entanto, ninguém tem permissão para se sentar naquele lugar.
Certa vez, o falecido David Bowes-Lyon, 14º Conde de Strathmore e Kinghorne, enquanto dava um passeio tardio pelo relvado após o jantar, afirmou ter visto uma jovem mulher que se agarrava às barras duma janela do castelo e olhava distraidamente para a noite. Quando foi falar com a jovem, ela desapareceu inesperadamente, como se alguém a tivesse afastado da janela.[carece de fontes?]

### Jogar às cartas com o diabo
O conde Beardie foi um dos hóspedes do Castelo de Glamis. Certa noite, já embriagado, resolveu convidar os amigos para jogar cartas. Era o sabbath, pelo que os seus anfitriões recusaram, alegando encontrarem-se num dia religioso. Lord Beardie ficou tão furioso que declarou que jogaria com o próprio Diabo. Logo após, um estranho entrou no castelo e perguntou se lord Beardie desejava um parceiro para o jogo. Começaram a jogar numa das salas. Mais tarde, os criados ouviram gritos e maldições vindos do salão. Um deles foi espreitar pelo buraco da fechadura, e a história conta que um raio de luz atravessou o orifício e cegou-o. O estranho desapareceu levando a alma do conde consigo.
Muitos têm dito que ouviram gritos e o som dos dados a rolar. Afirma-se que o conde ainda joga cartas com o diabo.[carece de fontes?]

## Glamis na ficção

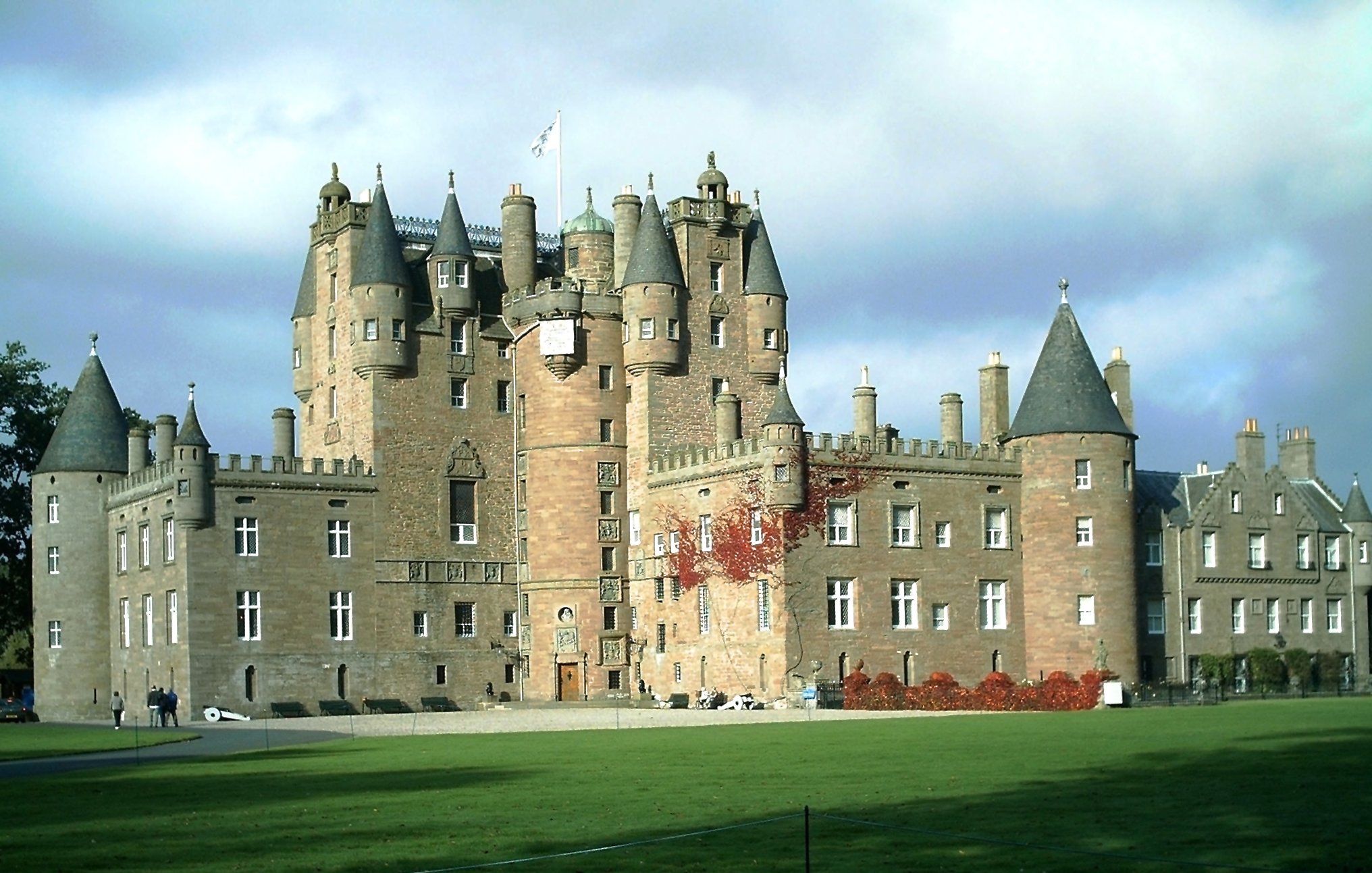
Vista geral do Castelo de Glamis

- Na peça Macbeth, de William Shakespeare (1603-1606), o personagem-título reside no Castelo de Glamis, embora o histórico rei Macbeth da Escócia (faleceu em 1057) não tenha ligação com o castelo.
- O "Monstro de Glamis" aparece em várias obras, incluindo um livro de banda desenhada da série Os Invisíveis, da autoria de Grant Morrison, e um filme de terror de Hollywood, em 3D, intitulado The Maze (1953).
- Kelley Armstrong, autor canadiano de literatura fantástica, utiliza o castelo no seu romance Haunted (2005). A lenda do monstro de Glamis está ligada ao demónio Dantalião, grande duque dos infernos.
- A série Star Trek: The Next Generation faz referência ao Castelo de Glamis no episódio Sub Rosa.